# Julio de Vedia
Julio Fabián de Vedia (Buenos Aires, 20 de enero de 1826 - 26 de agosto de 1892) fue un militar argentino, destacado en la lucha contra los indígenas mapuches, en la Guerra del Paraguay y en las guerras civiles de su país. Fue gobernador del Territorio Nacional del Chaco. Fundador de la ciudad de Nueve de Julio.

## Biografía
Era hijo del general Nicolás de Vedia y de Manuela Josefa Gabina Pérez Pagola. En 1838 acompañó a su padre —opositor al gobierno de Juan Manuel de Rosas— al exilio en Montevideo. Se unió como oficial de artillería al ejército de Fructuoso Rivera, y peleó a órdenes de su hermano mayor Joaquín de Vedia en la batalla de Arroyo Grande.
Se unió a las fuerzas militares de la resistencia contra el sitio de Montevideo por parte de Manuel Oribe, en el cual su padre tenía un cargo importante. Pasó después a la guarnición de Colonia, y se lo consideró un héroe por su firme defensa de la plaza. Permaneció en la guarnición de Montevideo después de la derrota de Oribe, por lo que no combatió en la batalla de Caseros; regresó a Buenos Aires en 1855.
Se unió al ejército del Estado de Buenos Aires, a órdenes de su cuñado, el coronel Bartolomé Mitre. Fue destinado a un fuerte en Azul, y realizó una campaña contra los indios del cacique Calfucurá, relativamente exitosa, comparada con el desastre de una reciente campaña de Mitre. Obtuvo una victoria en Pigüé en febrero de 1858, y fue ascendido a coronel.
Luchó en la batalla de Cepeda (1859), y dos días después en un combate naval frente a San Nicolás de los Arroyos, a órdenes del coronel de marina Antonio Susini. Combatió también en la batalla de Pavón, como jefe del regimiento de caballería nro 1. Pasó a la comandancia de la frontera en Bragado y fundó el pueblo de Nueve de Julio, el 27 de octubre de 1863, llevando la línea de frontera 90 kilómetros más al oeste. Permaneció los años siguientes en la frontera con el indio.
Al estallar la Guerra del Paraguay rechazó el cargo de ministro de guerra que le ofreció su cuñado, el presidente Mitre, y marchó al frente. Participando en casi todas las operaciones, y combatió en las batallas de Uruguayana, Paso de la Patria, Itapirú, Estero Bellaco, Tuyutí, Yataytí Corá y —ya con el rango de general de brigada— en Curupaytí y Paso Pucú. A pesar de que era un militar capaz, se dijo que muchos de sus ascensos se debieron a que era cuñado del presidente Mitre.
A finales de 1868 pasó a la Provincia de Corrientes, para aplastar la rebelión del general Nicanor Cáceres, que pretendía defender al gobernador de la provincia contra los aliados del gobierno de Mitre, que lo acababan de derrocar. Regresó al Paraguay como jefe de estado mayor del ejército, y participó en la batalla de Piribebuy y en la toma de Asunción.
En enero de 1872 fue nombrado gobernador del Territorio Nacional del Chaco. Estableció los municipios de Villa Occidental, Formosa y San Fernando —actualmente Resistencia. Organizó los primeros juzgados de paz, estableció algunas colonias de inmigrantes, y dirigió algunas expediciones por el interior del territorio, que seguía en manos de los indígenas tobas, vilelas y wichis. Durante algún tiempo estableció la comandancia del Ejército en Villa Occidental, y dio los pasos previos a la fundación de la ciudad de Formosa.
En mayo de 1873 comandó las fuerzas nacionales en la segunda guerra contra el caudillo entrerriano Ricardo López Jordán; lo venció en la batalla de Don Gonzalo, obligándolo a abandonar el país. Volvió al gobierno del Chaco hasta ser reemplazado en 1875.
En 1876 fue nombrado director del Colegio Militar de la Nación. En 1880 participó en la revolución porteña de Carlos Tejedor, y fue el comandante de las fuerzas militares que combatieron en las dos principales batallas, las de los Corrales y Puente Alsina. Como resultado de la derrota, fue dado de baja del Ejército.
Entre 1880 y 1883, en que permaneció fuera del Ejército se desempeñó como martillero del Banco Hipotecario Nacional.
Fue reincorporado en agosto de 1883 e inmediatamente fue ascendido a general de división. Formó parte del Estado Mayor General del Ejército, alternativamente como director del Colegio Militar, inspector del arma de artillería y de la de caballería. Fue también miembro de la Junta Superior de Guerra.
Falleció en Buenos Aires el 26 de agosto de 1892. Estaba casado con la chilena Lasthenia del Carmen Videla. Era hermano de Delfina de Vedia de Mitre, esposa del general Bartolomé Mitre.
Sus restos descansan oficialmente en el Cementerio de la Recoleta, aunque hacia 1979, en ocasión de proyectarse su traslado a la ciudad de Nueve de Julio no pudieron ser hallados.
La calle Vedia, de la ciudad de Buenos Aires, homenajea simultáneamente al general Julio de Vedia y a su padre Nicolás de Vedia.
En la ciudad de Nueve de Julio llevan su nombre una avenida, un hospital provincial y un Museo, Archivo y Centro Cultural de gestión municipal. Un busto suyo, obra del escultor Luis Perlotti se exhibe en el hall de la Municipalidad de Nueve de Julio.
En su honor lleva su nombre la localidad de General Vedia,  situada en el departamento Bermejo, provincia del Chaco, Argentina.